# Grand Prix Sztokholmu na żużlu
Grand Prix Sztokholmu w sporcie żużlowym to zawody z cyklu żużlowego Grand Prix.
Pierwsze zawody o GP Sztokholmu odbyły się 26 września 2015 roku w miejscowości Solna. Zawody o GP Sztokholmu zastąpiły rozgrywane w sezonach 2013 i 2014 na stadionie Friends Arena zawody o GP Skandynawii.

## Podium
| Sezon | Nr tur.        | Miejsce | Stadion       |               |                  |                  |
| 2015  | 1 (190) wyniki | Solna   | Friends Arena | Tai Woffinden | Greg Hancock     | Niels K. Iversen |
| 2016  | 2 (201) wyniki | Solna   | Friends Arena | Jason Doyle   | Chris Holder     | Fredrik Lindgren |
| 2017  | 3 (213) wyniki | Solna   | Friends Arena | Matej Žagar   | Bartosz Zmarzlik | Jason Doyle      |

- Zwycięzcy

1x – Jason Doyle, Tai Woffinden, Matej Žagar
- Finaliści

2x – Jason Doyle, Matej Žagar

1x – Greg Hancock, Chris Holder, Niels Kristian Iversen, Maciej Janowski, Peter Kildemand, Fredrik Lindgren, Tai Woffinden, Bartosz Zmarzlik, Matej Žagar